# فيك واتسون
فيك واتسون (بالإنجليزية: Vic Watson)‏ (10 نوفمبر 1897 في المملكة المتحدة - 3 أغسطس 1988 في المملكة المتحدة) هو لاعب كرة قدم بريطاني (وحمل سابقاً جنسية المملكة المتحدة لبريطانيا العظمى وأيرلندا) في مركز الهجوم. شارك مع منتخب إنجلترا لكرة القدم. أما مع النوادي، فقد لعب مع نادي ساوثهامبتون ووست هام يونايتد وWellingborough Town F.C. ‏.

## وصلات خارجية
- فيك واتسون على موقع قاعدة بيانات كرة القدم.إي يو (الإنجليزية)
- فيك واتسون على موقع ناشيونال فوتبول تيمز (الإنجليزية)